# La (nốt nhạc)

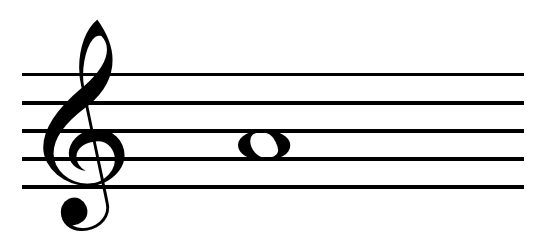
Nốt La 4, ký hiệu là A4 hay A440 biểu diễn theo Khoá Sol

Trong giới hạn của cao độ, La hay A (tiếng Anh là La) là nốt thứ sáu trong của phần cố định quy mô Do-Solfege và của âm giai Đô trưởng. Nốt sát âm dưới là G (đọc là Sol), sát âm trên là B (đọc là Si). Khoảng trùng âm của nốt La là G (đọc là Sol hai thăng, Sol thăng kép) hoặc B (đọc là Si hai giáng, Si giáng kép), mà theo định nghĩa là giảm một nửa cung La thăng - A♯ (tức Si giáng - B♭) hoặc tăng một nửa cung Sol thăng - G♯ (tức La giáng - A♭).
Nốt La là chất liệu sàng tác âm nhạc chính của các cung La trưởng và La thứ.
Nốt La là nốt đầu tiên trên đàn piano chuẩn 88 phím. Tất cả các nhạc cụ bộ dây trong dàn nhạc giao hưởng đều có dây La. Nốt La cũng là âm chuẩn để lên dây cho các nhạc cụ khác trong dàn nhạc, khi dàn giao hưởng lên dây, kèn ô-boa sẽ chơi nốt La để các nhạc cụ còn lại căn theo âm chuẩn đó mà lên dây.

## Âm giai

### Các âm giai phổ biến khởi đầu bằng nốt La
- La trưởng: A B C♯ D E F♯ G♯ A
- La thứ: A B C D E F G A
- A harmonic minor: A B C D E F G♯ A
- A melodic minor ascending: A B C D E F♯ G♯ A
- A melodic minor descending: A G F E D C B A

### Thang âm nguyên
- A Ionian: A B C♯ D E F♯ G♯ A
- A Dorian: A B C D E F♯ G A
- A Phrygian: A B♭ C D E F G A
- A Lydian: A B C♯ D♯ E F♯ G♯ A
- A Mixolydian: A B C♯ D E F♯ G A
- A Aeolian: A B C D E F G A
- A Locrian: A B♭ C D E♭ F G A

### Âm giai ngũ cung
- A Traditional Chinese: A C D E G A
- A Pelog bem: A A♯ D♯ E F A
- A Pelog bagang: A B D♯ E F♯ A
- A Pelog selesir: A A♯ C E F A

### Jazz melodic minor
- A Ascending melodic minor: A B C D E F♯ G♯ A
- A Dorian ♭2: A B♭ C D E F♯ G A
- A Lydian augmented: A B C♯ D♯ E♯ F♯ G♯ A
- A Lydian dominant: A B C♯ D♯ E F♯ G A
- A Mixolydian ♭6: A B C♯ D E F G A
- A Locrian ♮2: A B C D E♭ F G A
- A Altered: A B♭ C D♭ E♭ F G A